# Morte do ego
Morte do ego é uma "perda completa da identidade subjetiva do eu". O termo é utilizado em diversos contextos interligados, com significados correlatos. O filósofo e psicólogo do século XIX William James utiliza o termo sinônimo "entrega do eu", e a psicologia junguiana emprega o termo sinônimo morte psíquica, referindo-se a uma transformação fundamental da psique. Na mitologia da morte e renascimento, a morte do ego é uma fase de entrega do eu e transição, conforme descrito posteriormente por Joseph Campbell em sua pesquisa sobre a mitologia da Jornada do Herói. Trata-se de um tema recorrente na mitologia mundial e também é utilizado como metáfora em algumas vertentes do pensamento ocidental contemporâneo.
Em descrições de drogas, o termo é empregado como sinônimo de perda do ego para referir-se à perda (temporária) do senso de identidade do eu decorrente do uso de drogas. O termo foi utilizado dessa forma por Timothy Leary et al. para descrever a morte do ego na primeira fase de uma viagem com LSD, na qual ocorre uma "transcendência completa" do eu
O conceito também é empregado na espiritualidade Nova Era contemporânea e na compreensão moderna das religiões orientais para descrever uma perda permanente do "apego a um senso de eu separado" e do egocentrismo. Essa concepção integra de forma influente os ensinamentos de Eckhart Tolle, nos quais o ego é apresentado como uma acumulação de pensamentos e emoções com os quais nos identificamos continuamente, o que cria a ideia e a sensação de ser uma entidade separada de si mesmo; somente ao desidentificar a própria consciência dele é possível ser verdadeiramente livre do sofrimento.

## Definições
Morte do ego e o termo relacionado perda do ego foram definidos no contexto do Misticismo pelo estudioso de religião Daniel Merkur como "uma experiência sem imagem na qual não há senso de identidade pessoal. É a experiência que permanece possível num estado de transe extremamente profundo, quando as funções do ego de testagem da realidade, percepção sensorial, memória, razão, fantasia e autorrepresentação estão reprimidas [...] Os sufis muçulmanos a chamam de fana ('aniquilação'), e os cabalistas judeus medievais o denominaram "o beijo da morte'".
Carter Phipps equipara a iluminação à morte do ego, a qual ele define como "a renúncia, rejeição e, em última instância, a morte da necessidade de manter uma existência separada e egocêntrica".
Na Psicologia junguiana, Ventegodt e Merrick definem a morte do ego como "uma transformação fundamental da psique". Tal mudança de personalidade foi denominada "morte do ego" no Budismo, ou "morte psíquica" por Jung.
Na mitologia comparada, a morte do ego é a segunda fase da descrição de Joseph Campbell sobre a Jornada do Herói, que inclui uma fase de separação, transição e incorporação. A segunda fase é uma fase de entrega do eu e morte do ego, após a qual o herói retorna para enriquecer o mundo com suas descobertas.
Na cultura psicodélica, Leary, Metzner e Alpert (1964) definem a morte do ego – ou perda do ego, como a denominam – como parte da experiência (simbólica) de morte na qual o antigo ego deve morrer para que se possa renascer espiritualmente. Eles definem a perda do ego como
"... transcendência completa − além das palavras, além do espaço-tempo, além do eu. Não há visões, nenhum senso de eu, nenhum pensamento. Há apenas pura consciência e liberdade extática".
Diversos psicólogos que trabalham com psicodélicos definiram a morte do ego. Alnaes (1964) define a morte do ego como "[A] perda da sensação do ego". Stanislav Grof (1988) a define como "um senso de aniquilação total [...] Essa experiência de 'morte do ego' parece implicar uma destruição instantânea e impiedosa de todos os pontos de referência anteriores na vida do indivíduo [...] [A] morte do ego significa o fim irreversível da identificação filosófica com o que Alan Watts chamou de 'ego encapsulado pela pele'." O psicólogo John Harrison (2010) define "a morte temporária do ego [como a] perda do eu separado, ou, afirmativamente, [...] uma fusão profunda e intensa com o outro transcendente." Johnson, Richards e Griffiths (2008), parafraseando Leary et al. e Grof, definem a morte do ego como "experienciar temporariamente uma perda completa da identidade subjetiva do eu".

## Desenvolvimento conceitual
O conceito de "morte do ego" desenvolveu-se ao longo de várias vertentes interligadas de pensamento, incluindo especialmente as seguintes: movimentos românticos e subculturas; teosofia; pesquisas antropológicas sobre ritos de passagem e xamanismo; a entrega do eu de William James; a mitologia comparada de Joseph Campbell; psicologia junguiana; a cena psicodélica dos anos 1960; e a psicologia transpessoal.

### Misticismo ocidental
De acordo com Merkur,
A conceituação da união mística como a morte do ego, enquanto a alma permanece o único portador do eu, e sua substituição pela consciência de Deus, tem sido um tropo padrão do catolicismo romano desde Santa Teresa de Ávila; o motivo remonta, através de Marguerite Porete, no século XIII, ao fana, "aniquilação", dos sufis islâmicos.

### Psicologia junguiana
De acordo com Ventegodt e Merrick, o termo junguiano "morte psíquica" é sinônimo de "morte do ego":
Para melhorar radicalmente a qualidade de vida global, parece necessário ter uma transformação fundamental da psique. Tal mudança de personalidade foi denominada "morte do ego" no Budismo ou "morte psíquica" por Jung, pois implica um retorno à posição existencial do eu natural, isto é, viver o verdadeiro propósito da vida. O problema de curar e melhorar a qualidade de vida global parece estar fortemente ligado ao desconforto da experiência de morte do ego.
Ventegodt e Merrick referem-se às publicações de Jung Os Arquétipos e o Inconsciente Coletivo, publicadas pela primeira vez em 1933, e Psicologia e Alquimia, publicadas pela primeira vez em 1944.
Na psicologia junguiana, deve ser alcançada uma unificação dos opostos arquetípicos, durante um processo de sofrimento consciente, no qual a consciência "morre" e ressuscita. Jung chamou esse processo de "função transcendente", que leva a uma consciência mais inclusiva e sintética.
Jung utilizou analogias com a Alquimia para descrever o processo de individuação e os processos de transferência que ocorrem durante a terapia.
Segundo Leeming et al., do ponto de vista religioso, a morte psíquica está relacionada com a Ascensão do Monte Carmelo e a Noite Escura da Alma de São João da Cruz.

### Mitologia –O Herói de Mil Faces

A Jornada do Herói

Em 1949, Joseph Campbell publicou O Herói de Mil Faces, um estudo sobre o arquétipo da Jornada do Herói. O livro descreve um tema comum encontrado em muitas culturas ao redor do mundo, e também é abordado em diversas teorias contemporâneas sobre transformação pessoal. Em culturas tradicionais, descreve a "passagem pela selva", a transição da adolescência para a idade adulta. Tipicamente, inclui uma fase de separação, transição e incorporação. A segunda fase é uma fase de entrega do eu e morte do ego, após a qual o herói retorna para enriquecer o mundo com suas descobertas. Campbell descreve o tema básico da seguinte forma:
Um herói se aventura do mundo comum para uma região de maravilhas sobrenaturais. Forças fabulosas são encontradas e uma vitória decisiva é conquistada. O herói retorna dessa aventura misteriosa com o poder de conceder benefícios a seus semelhantes.
Esta jornada baseia-se no arquétipo da morte e renascimento, no qual o "falso eu" é abandonado e o "verdadeiro eu" emerge. Um exemplo bem conhecido é a Divina Comédia de Dante, na qual o herói desce ao submundo.

### Psicodélicos
Ver também
Conceitos e ideias do misticismo e do boêmia foram herdados pela Geração Beat. Quando Aldous Huxley ajudou a popularizar o uso de psicodélicos, começando com As Portas da Percepção, publicado em 1954, Huxley também promoveu analogias com as religiões orientais, conforme descrito em A Filosofia Perene. Esse livro ajudou a inspirar, na década de 1960, a crença em uma revolução na consciência ocidental e incluiu o Livro Tibetano dos Mortos como fonte. De modo semelhante, Alan Watts, em sua declaração inicial sobre experiências místicas em This Is It, traça paralelos com o livro de 1901 de Richard Bucke Consciência Cósmica, descrevendo o "núcleo central" da experiência como
... a convicção, ou insight, de que o imediato agora, seja qual for a sua natureza, é o objetivo e a realização de todo ser vivo.
Esse interesse pelo misticismo ajudou a moldar as pesquisas emergentes e a conversa popular em torno dos psicodélicos na década de 1960. Em 1964, William S. Burroughs estabeleceu uma distinção entre drogas "sedativas" e drogas "expansoras da consciência". Nas décadas de 1940 e 1950, o uso de LSD era restrito a pesquisadores militares e psiquiátricos. Um desses pesquisadores foi Timothy Leary, um psicólogo clínico que teve seu primeiro contato com drogas psicodélicas durante férias em 1960, e iniciou suas pesquisas sobre os efeitos da psilocibina em 1961. Ele buscou o conselho de Aldous Huxley, que o orientou a disseminar os psicodélicos entre as elites da sociedade, incluindo artistas e intelectuais. Por insistência de Allen Ginsberg, Leary, juntamente com seu colega mais jovem Richard Alpert (Ram Dass), também disponibilizou o LSD para estudantes. Em 1962, Leary foi demitido, e o programa de pesquisa psicodélica de Harvard foi encerrado. No mesmo ano, Leary fundou a Castalia Foundation, e em 1963, ele e seus colegas fundaram a revista The Psychedelic Review.
Seguindo o conselho de Huxley, Leary escreveu um manual para o uso do LSD. A Experiência Psicodélica, publicado em 1964, é um guia para viagens com LSD, escrito por Timothy Leary, Ralph Metzner e Richard Alpert, vagamente baseado na tradução de Walter Evans-Wentz do Livro Tibetano dos Mortos. Aldous Huxley apresentou o Livro Tibetano dos Mortos a Timothy Leary. Segundo Leary, Metzner e Alpert, o Livro Tibetano dos Mortos é

... uma chave para os recantos mais profundos da mente humana, e um guia para os iniciados, e para aqueles que buscam o caminho espiritual da libertação.
Eles interpretaram o efeito do LSD como uma "remoção" das defesas do ego, encontrando paralelos entre as fases de morte e renascimento no Livro Tibetano dos Mortos, e as fases de "morte" e "renascimento" psicológicas que Leary havia identificado durante sua pesquisa.
Segundo Leary, Metzner e Alpert, trata-se de...
... uma das práticas mais antigas e universais para que o iniciado passe pela experiência da morte antes de poder renascer espiritualmente. Simbolicamente, ele deve morrer para seu passado, e para seu velho ego, antes de assumir seu lugar na nova vida espiritual para a qual foi iniciado.

### Pesquisas recentes
Pesquisas recentes também mencionam que a perda do ego é, por vezes, experienciada por aqueles sob a influência de Drogas psicodélicas.
O Inventário de Dissolução do Ego é um questionário de autorrelato validado que permite a mensuração de experiências transitórias de dissolução do ego ocasionadas por drogas psicodélicas.

## Visão das tradições espirituais
Após o interesse por psicodélicos e espiritualidade, o termo "morte do ego" tem sido empregado para descrever a noção oriental de "iluminação" (bodhi) ou moksha.

### Budismo
Diz-se que a prática Zen conduz à morte do ego. A morte do ego também é denominada "grande morte", em contraste com a "pequena morte" física. Segundo Jin Y. Park, a morte do ego incentivada pelo Budismo põe fim à "busca geralmente inconsciente e automatizada" de compreender o senso do eu como uma coisa, em vez de um processo. De acordo com Park, a meditação consiste em aprender a morrer, aprendendo a "esquecer" o senso do eu:
A iluminação ocorre quando a reflexividade normalmente automatizada da consciência cessa, o que é experienciado como um deixar ir e um cair no vazio e ser apagado da existência [...] [Q]uando a consciência para de tentar alcançar seu próprio rabo, eu me torno nada, e descubro que eu sou tudo.
Segundo Welwood, a "ausência de ego" é uma experiência comum. Ela se manifesta "nas lacunas e espaços entre os pensamentos, que geralmente passam despercebidos". A ansiedade existencial surge ao se perceber que o sentimento de "eu" não é nada além de uma percepção. De acordo com Welwood, somente a consciência sem ego nos permite enfrentar e aceitar a morte em todas as suas formas.
David Loy também menciona o medo da morte, bem como a necessidade de passar pela morte do ego para realizar nossa verdadeira natureza. Segundo Loy, nosso receio da ausência de ego pode ser até maior do que o medo da morte.
"A ausência de ego" não equivale a anatta (não-eu). Enquanto a primeira é mais uma experiência pessoal, Anatta é uma doutrina comum a todo o Budismo – descrevendo como os constituintes de uma pessoa (ou de qualquer outro fenômeno) não contêm uma entidade permanente (não se possui uma "essência de si mesmo"):
o Buda, quase de forma nauseante, falava repetidamente contra a identificação equivocada com os Cinco Agregados, ou, de maneira similar, contra a identificação errônea com o psicofísico, acreditando que este é o nosso eu. Esses agregados de forma, sensação, pensamento, inclinação e consciência sensorial, prosseguiu ele, eram ilusórios; pertenciam a Mara, o Maligno; eram impermanentes e dolorosos. E, por essas razões, os agregados não podem ser o nosso eu.

### Taoismo
O artista marcial interno taoísta Bruce Frantzis relata uma experiência de medo da aniquilação do ego, ou "ru ding":
Eu estava em Hong Kong, começando a aprender o antigo estilo Yang de Tai Chi Chuan quando o ru ding me atingiu pela primeira vez… Era tarde da noite, em um terraço silencioso e sereno no Peak, onde poucas pessoas chegavam após a meia-noite… o parque estava calmo, e a lua e o céu pareciam descer, exercendo uma enorme pressão sobre cada centímetro quadrado da minha pele, enquanto eu tentava levantar meus braços com a energia expansiva do tai chi… Senti como se o Chi do luar, das estrelas e do céu penetrasse meu corpo contra a minha vontade. Meu corpo e mente ficaram imensamente paralisados, como se tivessem caído em um abismo sem fundo, embora eu executasse os movimentos rítmicos em câmera lenta… No âmago daquela quietude, um medo avassalador e sem forma começou a se desenvolver em meu abdômen…. Então aconteceu: um medo paralisante e devorador pareceu, de uma vez, invadir cada célula do meu corpo… Eu sabia que, se continuasse praticando, em poucos segundos não restaria nada de mim… Parei de praticar… e desci correndo a colina, rezando intensamente para que esse terror me abandonasse….

O ego entra em um medo mortal quando a falsa realidade de ser separado da força vital universal é ameaçada pelo fato de sua consciência alcançar uma percepção de conexão com tudo o que existe. O ego expele todo tipo de reações psicológicas e fisiológicas aterrorizantes no corpo e na mente, fazendo com que os meditadores fiquem petrificados de abandonar o estado de separação.

### Bernadette Roberts
Bernadette Roberts faz uma distinção entre "sem ego" e "sem self". Segundo Roberts, o desvanecimento do ego não equivale ao desvanecimento do self. "Sem ego" antecede o estado unitivo; com o desaparecimento desse estado, surge o "sem self". "Ego" é definido por Roberts como
... o eu imaturo ou consciência antes do desaparecimento de seu centro próprio e da revelação de um centro divino.
Roberts define "self" como
... a totalidade da consciência, toda a dimensão humana de conhecer, sentir e experienciar, desde a consciência e inconsciência até a consciência unitiva, transcendental ou de Deus.
Em última instância, todas as experiências nas quais essas definições se fundamentam são apagadas ou dissolvidas. Jeff Shore explica ainda que "sem self" significa "o cessar permanente, o desaparecimento de uma vez por todas, de todo o mecanismo de autoconsciência reflexiva".

## Integração após experiências de morte do ego

### Psicodélicos
Segundo Nick Bromell, a morte do ego é uma experiência moderadora, embora assustadora, que pode levar a uma reconciliação com o insight de que não existe um eu real.
De acordo com Grof, crises de morte podem ocorrer ao longo de uma série de sessões psicodélicas até que deixem de provocar pânico. Um esforço consciente para evitar o pânico pode conduzir a uma "sensação pseudohalucinógena de transcender a morte física". Segundo Merkur,
A experiência repetida da crise de morte e sua confrontação com a ideia da morte física conduzem, finalmente, à aceitação da mortalidade pessoal, sem mais ilusões. A crise de morte é então recebida com equanimidade.

### Vedanta e Zen
Tanto as tradições do Vedanta quanto as Zen-budistas alertam que o insight acerca do vazio do eu, ou as chamadas "experiências de iluminação", não são suficientes; é necessária uma prática contínua.
Jacobs alerta que a prática do Advaita Vedanta demanda anos de dedicação para romper a "oclusão" das chamadas "vasanas, samskaras, envelopes corporais e vrittis", e do "granthi", ou nó que forma a identificação entre o Self e a mente.
O treinamento Zen budista não termina com kenshō, ou com o insight acerca da natureza verdadeira. A prática deve ser continuada para aprofundar esse insight e expressá-lo no cotidiano. Segundo Hakuin, o objetivo principal da "prática pós-satori" (gogo no shugyo ou kojo, "ir além") é cultivar a "Mente da Iluminação". Segundo Yamada Koun, "se você não pode chorar com alguém que está chorando, não há kensho".

### Noite Escura e despersonalização
Ver também
Shinzen Young, um professor budista americano, apontou a dificuldade de integrar a experiência de não ter um eu. Ele denomina isso "a Noite Escura", ou
... "cair no Abismo do Vazio." Isso implica um insight autêntico e irreversível sobre o Vazio e a Ausência do Eu. O que torna essa experiência problemática é que a pessoa a interpreta como uma má viagem. Em vez de ser empoderadora e gratificante, como a literatura budista promete, torna-se exatamente o oposto. Em certo sentido, é o Gêmeo Maligno da Iluminação.
Willoughby Britton está conduzindo pesquisas sobre tais fenômenos que podem ocorrer durante a meditação, em um programa denominado "A Noite Escura da Alma". Ela pesquisou textos de diversas tradições para identificar descrições de períodos difíceis no caminho espiritual, e realizou entrevistas para compreender melhor os aspectos desafiadores da meditação.

## Influência
Ver também
A propagação das "experiências místicas" induzidas pelo LSD, assim como o conceito de morte do ego, exerceu alguma influência na década de 1960, embora a vertente de espiritualidade com LSD de Leary nunca "pegou de fato".

### Relatos de experiências psicodélicas
A terminologia de Leary influenciou a compreensão e a descrição dos efeitos dos psicodélicos. Diversos relatos de hippies sobre suas experiências com psicodélicos descrevem estados de consciência diminuída que foram rotulados como "morte do ego", mas que não correspondem às descrições de Leary. Ataques de pânico, por vezes, também foram denominados "morte do ego".

### Os Beatles
John Lennon leu A Experiência Psicodélica e foi profundamente impactado por ela. Ele compôs "Tomorrow Never Knows" após a leitura do livro, utilizando-o como guia para suas viagens com LSD. Lennon realizou aproximadamente mil viagens com ácido, mas isso apenas agravou suas dificuldades pessoais. Eventualmente, ele deixou de usar a droga. George Harrison e Paul McCartney também concluíram que o uso do LSD não ocasionava mudanças significativas.

### Pluralismo radical
Segundo Bromell, a experiência da morte do ego confirma um pluralismo radical que a maioria das pessoas vivencia na juventude, mas do qual prefere fugir, acreditando em um eu estável e em uma realidade fixa. Ele acrescenta que isso também levou a uma atitude distinta entre os jovens dos anos 1960, que rejeitavam o estilo de vida de seus pais, considerando-o enganoso e falso.

## Controvérsia
A relação entre a morte do ego e o LSD tem sido contestada. Hunter S. Thompson, que experimentou o LSD, percebeu uma base egocêntrica na obra de Leary, observando que este se posicionava no centro de seus textos, utilizando sua persona como "um ego exemplar, e não um dissolvido". Dan Merkur ressalta que o uso do LSD em conjunto com o manual de Leary frequentemente não conduzia à morte do ego, mas a bad trips horríveis.
A relação entre o uso de LSD e a iluminação também foi alvo de críticas. O professor Sōtō-Zen Brad Warner criticou repetidamente a ideia de que experiências psicodélicas conduzem a "experiências de iluminação". Em resposta a A Experiência Psicodélica, ele escreveu:
Enquanto eu estava na Starwood, fiquei tremendamente irritado com todas as pessoas que se iludiam e iludem os outros, acreditando que uma dose barata de ácido, "shrooms, peyote, 'molly" ou o que fosse, os levaria a um plano espiritual superior [...] Enquanto estava naquele acampamento, sentei e li a maior parte do livro A Experiência Psicodélica de Timothy Leary e Richard Alpert (também conhecido como Baba Ram Dass, depois famoso por Be Here Now). É um livro sobre a interpretação profundamente equivocada, pelos autores, do 'Livro Tibetano dos Mortos' como um guia para a experiência com drogas [...] Era uma coisa acreditar em 1964 que uma nova era psicodélica estava prestes a surgir. É outra completamente distinta acreditar nisso agora, tendo visto o que os últimos 47 anos nos mostraram sobre para onde esse caminho conduz. Se quer alguns exemplos, que tal Jimi Hendrix, Sid Vicious, Syd Barrett, John Entwistle, Kurt Cobain... Preciso mesmo ser tão clichê com isso? Vamos lá.
O conceito de que a morte do ego ou uma experiência similar possa ser considerada uma base comum para a religião tem sido contestado por estudiosos de religião, mas "não perdeu nada de sua popularidade". Pesquisadores também criticaram a tentativa de Leary e Alpert de associar a morte do ego e os psicodélicos ao Budismo Tibetano. John Myrdhin Reynolds contestou o uso, por Leary e Jung, da tradução de Evans‑Wentz do Livro Tibetano dos Mortos, argumentando que isso introduz uma série de equívocos sobre o Dzogchen. Reynolds afirma que Evans‑Wentz não estava familiarizado com o Budismo Tibetano, e que sua visão do Budismo Tibetano era "fundamentalmente nem tibetana nem budista, mas teosófica e vedantista". Não obstante, Reynolds confirma que a insubstancialidade do ego é o objetivo final do sistema Hinayana.